# Buen Pasto
Buen Pasto es una localidad y comuna rural del sur de la provincia del Chubut, dentro del Departamento Sarmiento. Se localiza a 240 kilómetros de Comodoro Rivadavia y a 90 km por camino enripiado de Sarmiento.

## Toponimia
Su nombre proviene de que en la zona valle donde se asienta el pueblo había demasiado pastos propicios para la ganadería.

## Geografía
Se ubica sobre la ruta provincial 23, a 914 m s. n. m. en plena meseta patagónica, rodeada por la sierra de Buen Pasto y de los Aisladores. El cima tiene un gran rigor climático, muchas veces extremo; por el frío invernal, ciclos de sequías recurrentes y vientos intensos. Pero también un valioso recurso paisajístico con un entorno fisiográfico de mesetas, sierras, cañadones y bajos patagónicos. En las estancias cercanas se realizan actividades de la ganadería ovina.

## Población
Cuenta con 105 habitantes (Indec, 2010), lo que representa un descenso del 30% frente a los 151 habitantes (Indec, 2001) del censo anterior. La población se compone de 51 varones y 54 mujeres, lo que arroja un índice de masculinidad del 94.44%. En tanto, las viviendas pasaron a ser 68. El pequeño pueblo del interior chubutense manifiesta desde inicios del nuevo milenio notables indicios de decaimiento demográfico y económico que comprometen su existencia a futuro. Esto conllevó a una pérdida del 50% de población en las últimas décadas, debido principalmente a la disminución de la actividad económica relacionada con la ganadería, la principal generadora de empleos.
El declive de la población continuó en el censo de 2022 cuando se registraron 88 pobladores y 57 viviendas.
| Gráfica de evolución demográfica de Buen Pasto entre 1991 y 2022 |
|                                                                  |
| Fuente: Censos nacionales del INDEC                              |

## Historia
El pueblo se concretó cuando nació la escuela 102 para responder a la demanda de la zona rural habitada por muchas charas y vecinos cerca.
La localidad cuenta con acceso a internet vía satélite desde el 2007. Además, cuenta con electricidad y telefonía semipública.

## Gobierno
La localidad tiene un Juzgado de Paz que representa al Poder Judicial resolviendo los litigios menores entre los habitantes. En las elecciones de la provincia del Chubut celebradas el 30 de julio, la localidad saltó a los medios nacionales al triunfar por primera vez un candidato aliado de Javier Milei. De este modo, Walter Jara del PILCH  ganó con el 51,06% de los votos, a su única contrincante, Juana Rodríguez, de la alianza peronista Arriba Chubut, que quedó con el 32,98%.

## Cultura

### Fiestas populares
En 2019 se realizó por primera la Fiesta del Pialador. Se denomina pial a enlazar al animal por sus patas delanteras y prepararlo para que el veterinario pueda realizar tareas de vacunación y marcación.

### Educación
La educación preescolar y primaria se realiza en la Escuela Primaria Nº102.